# Tony Blair
Anthony „Tony“ Charles Lynton Blair (* 6. května 1953 Edinburgh) je britský právník, diplomat a labouristický politik, v letech 1997 až 2007 premiér Spojeného království a mezi roky 1994 až 2007 vůdce Labouristické strany.

## Vzdělání
Narodil se v právnické rodině a práva také vystudoval na Oxfordské univerzitě. Tímto povoláním se živil až do svého zvolení do parlamentu.

## Veřejná činnost

### V opozici
Ve volbách v roce 1983 byl zvolen poslancem Dolní sněmovny za Labouristickou stranu. Po nečekané smrti jejího předsedy Johna Smithe v roce 1994, tou dobou u veřejnosti byl nejpopulárnější ze všech kandidátů, zvítězil ve volbách nového předsedy strany, když se jeho blízký přítel a spolupracovník Gordon Brown, který mohl představovat nejvážnější konkurenci, zavázal proti němu nekandidovat.
Po svém nástupu do čela strany vyhlásil program tzv. New Labour (volně přeloženo s důrazem na význam – nová tvář Labouristické strany), který posunul její postavení do středu politického spektra. Opustil doktrínu fabiánského socialismu, podpořil privatizaci britského průmyslu a reformy posilující tržní prostředí. Jeho politika se nevyhnula kritice ze strany levice. Byl kritizován za to, že svou politiku pod vlivem sociologa Anthonyho Giddense, autora teorie strukturace, příliš posunul ke středu a přestal hájit tradiční levicové hodnoty.

### Premiér
Ve volbách 1. května 1997 labouristé po 18 letech vyhráli volby. V premiérském křesle tak vystřídal konzervativce Johna Majora. Tehdy mu bylo 44 let, a stal se tak nejmladším britským premiérem od roku 1812. V únoru 2005 se stal britským premiérem nejdéle vykonávajícím tuto funkci za labouristy.
V úřadě se mu podařilo dosáhnout míru v Severním Irsku, které bylo po desetiletí zmítáno nepokoji překračujícími mnohdy hranici občanské války. Velký význam též mělo obnovení autonomie Skotska, Walesu a Severního Irska.
Po 11. září 2001 podpořil zahraniční politiku amerického prezidenta George W. Bushe, i když se snažil o odstranění rozporů mezi USA a Evropskou unií. V roce 2001 se Velká Británie podílela na invazi do Afghánistánu, v roce 2003 do Iráku. Jeho zahraniční politika vyvolávala ve Velké Británii masové protesty obyvatelstva.
Po letech dohadů 10. května 2007 ve svém domovském stranickém klubu v Sedgefieldu oznámil, že 27. června předá královně Alžbětě II. svou rezignaci na funkci premiéra a že se vzdá funkce lídra labouristů.
Dne 27. června 2007 jej vystřídal ve funkci ministerského předsedy Gordon Brown, bývalý ministr financí jeho vlády a po jeho rezignaci jeho nástupce i ve funkci předsedy Labouristické strany.

### Po odchodu z premiérské funkce
V současné době zastává funkci zvláštního velvyslance/zmocněnce Blízkovýchodního kvartetu. Po odchodu z vrcholné politiky se těšil několika velkorysým finančním odměnám od různých bank, fondů, institucí i jednotlivců – celková částka těchto plateb za posledních pět let byla odhadnuta na 80 milionů liber. Existuje několik iniciativ (např. Tony Blair Watch či Arrest Tony Blair), které chtějí dosáhnout Blairova civilního zatčení a dostat jej před spravedlnost.

## Rodina a osobní život
Za studentských let hrával v rockové skupině Ugly Rumors. Od roku 1980 je ženatý s právničkou Cherie Blairovou, která vykonává advokátní praxi pod svým dívčím jménem Booth. Mají spolu čtyři děti. Poslední syn Leo se narodil v roce 2000, tedy v době jeho premiérského funkčního období.
Často byl srovnáván s bývalým americkým prezidentem Billem Clintonem. Oba byli zvoleni do vysoké státnické funkce v podobně mladém věku, byli si názorově blízcí a měli silné osobní charisma.
Dne 22. prosince 2007 přestoupil od anglikánství k římskému katolicismu.